# The Mad Ghoul
Pour plus de détails, voir Fiche technique et Distribution.
The Mad Ghoul est un film américain réalisé par James Patrick Hogan, sorti en 1943.

## Synopsis
Un scientifique, le Dr Alfred Morris aidé de son assistant Ted Allison, est obsédé par un ancien processus maya de préservation de la vie. Tombant amoureux de la petite amie d'Allison, Isabel Lewis, Morris décide de l'utiliser pour ses expériences sur la vie éternelle, le transformant en un zombie qui se souvient lentement de sa vie passée mais ignore son statut de mort-vivant...

## Fiche technique
- Titre : The Mad Ghoul
- Réalisation : James P. Hogan
- Scénario : Hanns Kräly, Brenda Weisberg et Paul Gangelin
- Photographie : Milton R. Krasner
- Montage : Milton Carruth
- Société de production : Universal Pictures
- Pays d'origine : États-Unis
- Format : Noir et blanc - 1,37:1 - Mono
- Genre : horreur
- Date de sortie : 
  - États-Unis  : 12 novembre 1943

## Distribution
- David Bruce : Ted Allison
- Evelyn Ankers : Isabel Lewis
- George Zucco : Dr. Alfred Morris
- Robert Armstrong : Ken McClure
- Turhan Bey : Eric Iverson
- Milburn Stone : Macklin
- Andrew Tombes : Eagan
- Rose Hobart : Della
- Addison Richards : Gavigan
- Charles McGraw : Garrity